# Henri Manguin

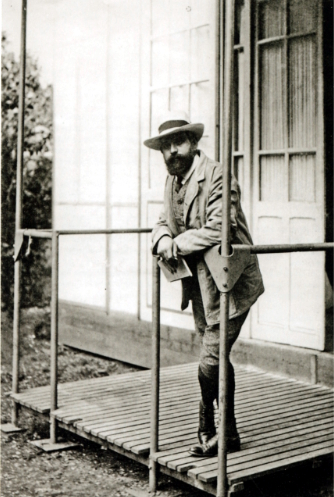
Henri Manguin buiten zijn studio

Henri Manguin (Parijs, 23 maart 1874 - Saint-Tropez, 25 september 1949) was een Frans fauvistisch kunstschilder.

## Biografie
Op zijn vijftiende ging hij van school om zich geheel aan de schilderkunst te wijden. In 1894 kreeg hij toestemming om als niet-student de lessen van Gustave Moreau te volgen. Geïmponeerd door de exposities van Cezanne (1901) en Van Gogh (1905), begon hij de krachten van de pure kleur te verkennen. 
In 1902 nam hij voor het eerst deel aan de Salon des Independants. Tijdens de zomer van 1905 ontdekte hij het mediterrane licht. Een gloed van kleuren en een  expressieve factuur (de manier waarop het oppervlak van ruw materiaal is bewerkt, bijvoorbeeld glad of bobbelig) kenmerken zijn vijf doeken die datzelfde jaar in de 'wildebeestenkooi' van de Salon d'Automne hingen. Het jaar daarop kocht de handelaar Ambroise Vollard maar liefst 150 doeken van hem. In 1907 organiseerde Eugene Druet zijn eerste persoonlijke expositie. In 1908 reisde hij met zijn vriend Albert Marquet naar Italië. Behalve in het buitenland zocht hij ook motieven in de havens van Bretagne en Normandië. 
Manguin maakte ook enkele aquarellen in een lichte, transparante stijl die sterk contrasteert met de uitbundigheid van zijn olieverfschilderijen.

## Publieke collecties
Werken van Henri Manguin zijn aanwezig in de openbare collecties van: 
- Hermitage in Sint-Petersburg
- Musée d'Art Moderne de la Ville de Paris
- Musee du Petit Palais in Genève

- Biblioteca Nacional de España: XX1353859
- Bibliothèque nationale de France: cb121132948 (data)
- CiNii: DA0909660X
- Gemeinsame Normdatei: 118940554
- International Standard Name Identifier: 0000 0000 8091 2894
- Library of Congress Control Number: n81074777
- Musée national d'archéologie, d'histoire et d'art: lkl003460
- National Gallery of Victoria: 6348
- Nationale bibliotheek van Australië: 35325586
- Nationale Bibliotheek van Israël: 987007507964005171
- Nederlandse Thesaurus van Auteursnamen: 070021554
- Réseau des bibliothèques de Suisse occidentale: 02-A003556848
- RKD-Nederlands Instituut voor Kunstgeschiedenis: 52322
- SNAC: w6h786xh
- Système universitaire de documentation: 029524946
- Trove: 912294
- Union List of Artist Names: 500010364
- Virtual International Authority File: 12145857777423020913
- WorldCat: E39PBJqfCHxQxKPvQB66RTYtrq